# Григор Димитров
Григор Димитров Димитров е български професионален тенисист. В своята кариера е спечелил 9 титли на сингъл от Световния Тур на ATP (Асоциацията на професионалните тенисисти). През октомври 2013 г. в Стокхолм, Димитров става първият българин спечелил титла на ATP Tour. През м.юли 2014 г. за първи път се изкачва в Топ 10 на най-добрите тенисисти в света. На 20 ноември 2017 г., след като печели титлата на заключителния финален турнир на ATP, достига до своето върхово постижение – 3-то място на сингъл в световната ранглиста и остава на тази позиция 10 последователни седмици.
В периода юли 2014 г. – ноември 2018 г. Григор Димитров общо 81 седмици е сред най-добрите десет тенисисти в света, от които 63 последователни седмици (21 август 2017 г. – 4 ноември 2018 г.). От 1 април 2024 г. отново е в Топ 10 на световната ранглиста на най-добрите тенисисти в света и остава там 43 седмици до 26 януари 2025 г. Така през своята кариера е бил общо 124 седмици сред първите десет тенисисти в световната ранглиста.
Преди професионалната си кариера Димитров се радва на успешна юношеска кариера, в която достига до номер 1 в световната ранглиста и печели през 2008 г. последователно титлите на сингъл при юношите на Уимбълдън и Откритото първенство на САЩ.
На Откритото първенство на Австралия през 2025 г. от активните тенисисти, той е с най-дълга серия от последователни участия на турнирите от Големия шлем, общо 56.
Димитров е първият и единствен български тенисист, достигал до четвъртфинал или по-добре на всеки турнир от Големия шлем на сингъл, класирал се е за заключителния финален турнир на ATP и има финал на двойки (през 2011 г.). Печели наградата „Спортист на годината на България“ през 2014 и 2017 г. Избран е и за Спортист на Балканите за 2017 г.
До края на 2024 г. в професионалната си кариера на сингъл има 459 победи от 750 изиграни срещи.

## Ранен живот
Григор Димитров е роден на 16 май 1991 г. в Хасково, България, като единствено дете на баща си Димитър Господинов Димитров, треньор по тенис, и майка си Мария, спортна учителка и бивша волейболистка. За първи път хваща ракета, когато е на три години, а от 5-годишна възраст започва да играе редовно в родния си град. В ранните му години за неговата подготовка се грижи баща му, но след като момчето доказва таланта си на турнирите за юноши става ясно, че той трябва да се развива в други условия. На 16-годишна възраст решава да се занимава професионално с тенис. По това време легендарния ни футболист Христо Стоичков по всякакъв начин му помага за развитието на неговата кариера. След това Димитров печели стипендия от фондацията на друг български футболист – Димитър Бербатов.
През 2007 г. Димитров се присъединява към академията Sanchez-Casal, където тренира под ръководството на Емилио Санчес и Пато Алварес.
Година по-късно Димитров се мести в Париж, където става част от академията на Патрик Муратоглу и прекарва там следващите четири сезона. През този период негови треньори са Петер Лундгрен, Питър Макнамара и самият Патрик Муратоглу. След като под тяхното ръководство не успява да постигне желания голям пробив в световния тенис, в края на 2012 г. българинът взема решение да се присъедини към шведската академия „Good to Great“ и с помощта на Микаел Тилстрьом дебютира в Топ 30 на световната ранглиста.
В началото на кариерата си той получава прякора „Baby Fed“ заради своя стил на игра и таланта на корта, подобен на този на Роджър Федерер.

## Юношеска кариера

### 2005 г.
Обявен е за най-добър тенисист в Европа за момчета до 14 години, след като печели европейската титла на сингъл в своята възрастова група. Става европейски вицешампион и Балкански шампион от отборните първенства до 14 години. Завършва сезона като номер 1 в ранглистата на „Tennis Europe“ при 14-годишните.

### 2006 г.
Обявен е за най-проспериращия български тенисист от БФТ. Тренира няколко месеца в академията „Уейл“ в Оджей, Калифорния. Печели титлата на сингъл до 16 години на големия турнир за юноши и девойки „Еди Хер Интернешънъл“ във Флорида, САЩ. През същата година печели „Ориндж Боул“ в Кей Бискейн (Флорида, САЩ) – неофициално световно първенство по тенис при 16-годишните.

### 2007 г.
Става европейски шампион до 16 години в Москва, Русия без загубен сет. На Европейското отборно първенство до 16 г. в Ле Токе, Франция печели трето място заедно с Цветан Михов, Андреас Нейков и Марсел Радев (Григор участва в квалификациите, но не играе в заключителния турнир).
Достига до финал на Откритото първенство на Канада (I категория) и на Открито първенство на САЩ на двойки с партньор Вашек Поспишил (Канада). През декември печели титлата на двойки на юношеския турнир от първа категория „Еди Хер Интернешънъл“ при 18-годишните заедно с Уладзимир Игнатик (Беларус). Достига до финал на сингъл на „Ориндж Боул“, но губи от Ричардас Беранкис (Литва). Дебютира при мъжете на ITF Фючърс турнира „Zagorka Cup“ в София, но губи в три сета от третия поставен в схемата. През есента започва да тренира в Испания в академията Санчес-Касал, под ръководството на Емилио Санчес и Пато Алварес. В резултат на това през ноември достига до четвъртфинал на турнира ITF Фючърс в Гран Канария, Испания и дебютира в ранглистата на Асоциацията на професионалните тенисисти (ATP).

### 2008 г.
На 6 юли печели шампионската титла на Уимбълдън при юношите, като на финала побеждава финландеца Хенри Континен с резултат 7 – 5, 6 – 3. Двамата са партньори в турнира по двойки, но се отказват от участие след победа в първи кръг. Победата в турнира на сингъл му гарантира уайлд кард за участие в Уимбълдън 2009 при мъжете. През септември става шампион и на Открито първенство на САЩ, побеждавайки на финала Девин Бритън с резултат 6 – 4, 6 – 3. След тази победа е № 1 в световната ранглиста за юноши.

### Финали от Големия шлем при юношите: 3 (2 – 1)

#### Сингъл: 2 (2 – 0)
| Финал     | No. | Дата             | Турнир                    | Настилка | Опонент на финала | Резултат на финала |
| --------- | --- | ---------------- | ------------------------- | -------- | ----------------- | ------------------ |
| Победител | 1.  | 6 юли 2008       | Уимбълдън                 | Трева    | Хенри Континен    | 7 – 5, 6 – 3       |
| Победител | 2.  | 8 септември 2008 | Открито първенство на САЩ | Твърда   | Девин Бритън      | 6 – 4, 6 – 3       |

#### Двойки: 1 (0 – 1)
| Финал    | No. | Дата             | Турнир                    | Настилка | Съотборник     | Опоненти на финала              | Резултат на финала |
| -------- | --- | ---------------- | ------------------------- | -------- | -------------- | ------------------------------- | ------------------ |
| Финалист | 1.  | 9 септември 2007 | Открито първенство на САЩ | Твърда   | Вашек Поспишил | Джонатан Ейсерик Жером Инзерило | 2 – 6, 4 – 6       |

## Професионална кариера

### 2008 г.
В началото на годината участва на серия от турнири ITF Фючърс в Испания, като постига по-значителни успехи на двойки. Играе на финал в Майорка (с партньор Хуан-Алберт Вилока-Пуиг), а на турнира в Мурсия печели първата си титла при мъжете с Карлос Поч-Градин. През април дебютира с победа за отбора на България за Купа Дейвис. През май печели и първия си ITF Фючърс турнир на сингъл във Валдорейкс, като стартира от квалификациите. През юни дебютира в основната схема на турнир от ATP World Tour в Хертогенбош (Холандия), но губи още в първия кръг от Игор Андреев с резултат 1 – 6, 3 – 6. След победата си на юношеския ЮС Оупън печели последователно два ITF Фючърс турнира в Испания с награден фонд 15 000 щ.д. През октомври получава уайлд кард за турнира от сериите Мастърс на ATP в Мадрид и за турнира на ATP в Базел. В Мадрид губи в първия квалификационен кръг от французина Флоран Сера с резултат 3 – 6, 3 – 6. В Базел постига първа победа в квалификациите на турнирите от ATP World Tour, като побеждава чеха Иржи Ванек в равностоен двубой продължил 2 часа и 22 минути с резултат 7 – 5, 4 – 6, 7 – 6(8 – 6).

### 2009 г.
На 10 февруари 2009 година Григор Димитров поднася голямата изненада в първия кръг на турнира по тенис на ATP на твърди кортове в Ротердам с награден фонд 1,445 милиона евро, отстранявайки 23-тия в световната ранглиста Томаш Бердих. Така той постига първата си официална победа в основната схема на турнир от ниво ATP Световен Тур. 17-годишният българин се разправя с чеха в три сета 4 – 6, 6 – 3, 6 – 4 и получава възможността да премери сили с тогавашния номер едно Рафаел Надал. Губи в много оспорван мач в три сета 5 – 7, 6 – 3, 2 – 6, но след това влиза в Топ 400 на световната ранглиста на ATP. След доброто си представяне в Ротердам получава уайлд кард и за турнира на ATP – Оупън 13 в Париж. Губи в първия кръг от осмия в световната ранглиста Жил Симон в три сета. От февруари се подготвя в академията „Муратоглу“ в Париж под ръководството на Петер Лундгрен. През август 2009 г. участва на ATP Чалънджър турнир в Истанбул, където в първи кръг печели срещу французина Никола Маю (поставен под № 7), но губи във втори кръг. В същия турнир достига до финал на двойки. На турнира ATP Чалънджър в Търнава печели първата си титла в състезание на Асоциацията на професионалните тенисисти – на двойки с Теймураз Габашвили.

### 2010 г.
В средата на годината Григор Димитров се разделя с треньора си Петер Лундгрен и започва да се подготвя при Питър Макнамара. През юли и август побеждава в ITF Фючърс турнирите в Трир, Дортмунд и Ирун. Веднага след тях регистрира най-големия си успех до този момент, като печели и първия си ATP Чалънджър турнир на сингъл в Женева, побеждавайки на финала 118-ия в световната ранглиста за мъже Пабло Андухар с резултат 6 – 2, 4 – 6, 6 – 4. Впоследствие печели убедително и следващите два ATP Чалънджър турнира, на които участва в Бангкок (Тайланд). Тези резултати го изкачват на 136-о място в световната ранглиста на ATP за мъже. През октомври Григор Димитров взима участие на ATP Чалънджър турнира в Орлеан (Франция), където на полуфинала отстранява 32-рият в света – Микаел Льодра (поставен под № 1). На финала губи от французина Никола Маю.

### 2011 г.
В началото на годината, Григор Димитров влиза за пръв път в топ 100 на световната ранглиста на ATP. През юни Димитров става първият българин, достигнал до финал на ATP World Tour турнир – на двойки в Ийстбърн, с партньор италианеца Андреас Сепи. Поради дъжд финалният мач е отложен, но впоследствие се доиграва, като Димитров и Сепи губят в два сета. През юни Григор Димитров става първият български тенисист, който е „поставен“ в турнир на ATP World Tour. Избран е за български тенисист на 2011 година от Българската тенис федерация. На 22.08.2011 г. достига 52-ро място в ранглистата на ATP, а в края на годината се разделя с треньора си Питър Макнамара.

### 2012 г.
През януари на Хопман Къп – отборен турнир на Международната тенис федерация (ITF), Григор Димитров печели мача си срещу американеца Марди Фиш (тогава в Топ 10 на света).
През март Димитров печели за първи път мач на ниво ATP срещу съперник в топ 10 на световната ранглиста, чеха Томаш Бердих. Също така през тази година Димитров става първият и единствен български тенисист, достигнал до полуфинал на турнир от ATP World Tour. Той прави това 3 пъти – през юни на турнира на трева в Куинс, Лондон и 2 пъти в турнири на клей през юли – Бощад и Гщаад. На 5 ноември 2012 г. за първи път се изкачва в Топ 50 на световната ранглиста на Асоциацията на професионалните тенисисти (ATP) на рекордното до този момент за него и българския мъжки тенис 48-о място и завършва сезона на тази престижна позиция. Въпреки това Димитров напуска тенис академията на Патрик Муратоглу в Париж и започва да тренира в шведската академия „Good To Great“, управлявана от бившите професионални тенисисти Никлас Култи, Микаел Тилстрьом и Магнус Норман.

### 2013 г. Първа титла от Световния Тур на ATP
В началото на януари, на турнира „ATP World Tour 250“ в Бризбейн (Австралия), в първия кръг надделява над Браян Бейкър, като постига своята победа № 50 в Световния Тур. След това отстранява последователно Милош Раонич, Юрген Мелцер, Маркос Багдатис и за първи път в своята професионална кариера се класира за финал на сингъл на турнир от ATP Световен Тур. Там отстъпва на намиращия се на 3-то място в световната ранглиста Анди Мъри с 6 – 7, 4 – 6. На двойки заедно с Кей Нишикори, достига до полуфиналите, но японецът се отказва поради контузия. След успешното си представяне, на 7 януари 2013 г. достига до 41-во място в световната ранглиста. После участва на турнира „ATP World Tour 250“ в Сидни, но губи в първи кръг от Фабио Фонини.
На Открито първенство на Австралия отстъпва в първи кръг на французина Жулиен Бенето, но на двойки с партньор Маркос Багдатис стигат до 1/8 финалите, където след много оспорван мач са победени от колумбийците Кабал и Фара с 6 – 7, 6 – 7. На 28 януари 2013 г. се изкачва на 40-о място в световната ранглиста. Първите дни на февруари в София, Димитров участва в отбора на България в турнира за Купа Дейвис, където в двубой от първи кръг на ІІ група – зона „Европа/Африка“ играе срещу състава на Финландия. В първия мач на сингъл, извоюва убедителна победа срещу Юху Пауку с 6 – 1, 6 – 1, 6 – 0, но в срещата на двойки с партньора Димитър Кузманов отстъпват с 2 – 3 сета на финландската двойка. Във втория си мач на сингъл, Димитров отново спечелва категорично с резултат 6 – 0, 6 – 3, 6 – 1 срещу Мике Континен, но това не е достатъчно за крайната победа на българския отбор. След това се състезава на турнира „ATP World Tour 250“ в Загреб, но губи в първи кръг от Иво Карлович с 6 – 7, 6 – 7. При следващото си участие на „ATP World Tour 500“ в Ротердам, побеждава в първи кръг Бърнард Томич с резултат 6 – 3, 3 – 6, 6 – 3, но на двойки с партньор Маркос Багдатис губят от Кновле и Полашек. Във втори кръг Димитров побеждава Николай Давиденко със 7 – 5, 6 – 3, а в трети кръг печели срещу Багдатис с 6 – 7, 7 – 6, 6 – 3 и за първи път в кариерата си се класира за полуфиналите на турнир от такъв ранг, където отстъпва на намиращия се на 7-о място в световната ранглиста Хуан Мартин Дел Потро с 4 – 6, 4 – 6. След отличното си представяне в Ротердам на 18 февруари се изкачва на 34-то място в световната ранглиста. От 25 февруари 2013 г. е № 33, а на 4 март достига до 31-во място в света. На турнира в Индиън Уелс от сериите „ATP World Tour Мастърс 1000“, Григор започва участието си на двойки с партньор Фредерик Нилсен, като в първи кръг побеждават със 7 – 5, 7 – 5 Айсам-Ул-Хак Куреши и Жан-Жулиен Роже. На сингъл, като поставен в основната схема, изиграва първия си мач във втори кръг срещу Матю Ебдън и печели с резултат 6 – 4, 6 – 4, но в трети кръг губи от водача в световната ранглиста Новак Джокович с 6 – 7, 1 – 6. В следващия си мач на двойки заедно с Нилсен отстъпват на Додиг и Мело. На следващото състезание от сериите „ATP World Tour Мастърс 1000“ в Маями отново е поставен в основната схема и в първия си мач във втори кръг побеждава Симоне Болели с 6 – 4, 1 – 1 и отказване на италианеца. На двойки с Фредерик Нилсен отстраняват в първи кръг братята Райън и Крисчън Харисън с 6 – 2, 6 – 2. В следващата си среща Димитров и Нилсен побеждават силната двойка Леандер Паеш/Микаел Льодра със 7 – 6, 7 – 6 и се класират за четвъртфиналите на турнира. След това в трети кръг на сингъл отстъпва за втори път през годината на Анди Мъри с 6 – 7, 3 – 6. Димитров и Нилсен продължават великолепното си представяне в Маями, като българо-датският дует си осигурява място на полуфиналите след трудна победа с 6 – 4, 2 – 6, [10 – 7] над Томи Хаас и Ксавие Малис, но там победният им ход е спрян от опитните поляци Мариуш Фирстенберг и Марчин Матковски, надиграли ги с 4 – 6, 2 – 6.
На следващия турнир на който участва, отново от сериите „ATP World Tour Masters 1000“ в Монте Карло, Григор побеждава в първи кръг Ксавие Малис с резултат 6 – 3, 6 – 2. Във втори кръг Димитров постига една от най-значимите си победи в досегашната си професионална кариера срещу световния № 10 Янко Типсаревич със 7 – 6, 6 – 1. Това е втората му победа срещу тенисист от Топ 10 (първата е през 2012 г. срещу тогавашния № 7 Томаш Бердих в двубой от Мастърса в Маями). В трети кръг печели убедително срещу Флориан Майер с 6 – 2, 6 – 4 и за първи път се класира на четвъртфинал на турнир от такъв висок ранг, но там отстъпва след изключително оспорван двубой в три сета на Рафаел Надал с 2 – 6, 6 – 2, 4 – 6. След чудесното си представяне в Монте Карло, на 22 април Димитров достига до 28-о място в световната ранглиста. При следващото си участие на турнира от сериите „ATP World Tour 500“ в Барселона, започва на двойки с партньор Радек Щепанек, но губят срещата си с 6 – 7, 2 – 6 от Рикардо Мело / Иван Додиг. В мача си на сингъл отстъпва с 5 – 7, 1 – 6 на бившия № 5 в света Томи Робредо. На турнира „ATP World Tour Masters 1000“ в Мадрид, Димитров побеждава в първи кръг с 6 – 2, 6 – 4 представители на домакините Хавиер Марти. Във втори кръг Григор постига изключително престижна победа над настоящия № 1 в световната ранглиста Новак Джокович, надигравайки го със 7 – 6(8 – 6), 6 – 7(8 – 10), 6 – 3. Мачът е много оспорван и продължава 3 часа и 4 минути, като по време на срещата многохилядната публика на централния корт в испанската столица бурно подкрепя Григор и многократно скандира „Димитров, Димитров“. На двойки, Григор и Милош Раонич се изправят срещу Радек Щепанек и Томи Хаас, но отстъпват с 4 – 6, 4 – 6. В двубоя си от трети кръг на сингъл, Димитров губи с 6 – 3, 4 – 6, 1 – 6 от Станислас Вавринка. След участието си в Мадрид, на 13 май Димитров се изкачва на 26-о място в световната ранглиста. На следващия турнир от сериите „ATP World Tour Masters 1000“ в Рим, той побеждава в първи кръг Маркос Багдатис с 6 – 3, 6 – 4. На двойки първата ни ракета и Фредерик Нилсен отстъпват с 4 – 6, 3 – 6 на Скот Липски и Сантяго Гонзалес. Във втори кръг на сингъл, Димитров губи с 4 – 6, 4 – 6 от Ришар Гаске.
На Открито първенство на Франция, Григор започва участието си, като в среща от първи кръг се налага над Алехандро Фая с резултат 6 – 4, 1 – 0 и отказване на съперника му. Във втори кръг побеждава Лука Пуй с 6 – 1, 7 – 6, 6 – 1 и за първи път достига до трети кръг на турнир от Големия шлем, но отстъпва с 2 – 6, 2 – 6, 3 – 6 на Новак Джокович. На двойки в първи кръг, Димитров с партньор Фредерик Нилсен спечелват мача си с 6 – 2, 6 – 7, 7 – 6 срещу Жереми Шарди и Лукаш Кубот, но във втори кръг губят от Бруно Соареш и Александър Пея с 3 – 6, 5 – 7. След това се състезава на турнира „ATP World Tour 250“ в Куинс, Лондон и се налага в първи кръг срещу Дуди Села с 4 – 6, 6 – 2, 7 – 6. Във втори кръг отстъпва на Лейтън Хюит с 4 – 6, 3 – 6.
На Уимбълдън Димитров стартира с победа в първи кръг срещу Симоне Болели с 6 – 1, 6 – 4, 6 – 3. След това, на двойки с партньор Фредерик Нилсен побеждават Виктор Троицки и Бърнард Томич, като при резултат 6 – 3, 1 – 2, австралиецът се отказва. Във втори кръг, след много напрегнат петсетов двубой, Димитров губи с 6 – 3, 6 – 7, 6 – 3, 4 – 6, 9 – 11 от словенеца Грега Жемля, а във втората си среща на двойки заедно с Нилсен отстъпват на Ненад Зимонич и Жулиен Бенето със 7 – 6, 3 – 6, 7 – 5, 2 – 6, 6 – 8. При следващото си участие, на турнира „ATP World Tour 250“ в Бостад, Григор побеждава в първи кръг Елиас Имер с 5 – 7, 6 – 2, 6 – 4, а във втори – Филипо Воландри с 2 – 6, 6 – 1, 6 – 4. На двойки в партньорство с треньора си Микаел Тилстрьом отстъпват в първи кръг на Йохан Брюнстрьом и Равен Клаасен с 6 – 1, 4 – 6, [4 – 10]. В трети кръг на сингъл, печели срещу Хуан Монако с 6 – 3, 6 – 2 и се класира за полуфиналите на турнира, но там отстъпва след оспорвана битка на Фернандо Вердаско с 6 – 7, 7 – 5, 5 – 7.
На турнира „ATP World Tour 500“ във Вашингтон, Димитров започва с успех, като на двойки с партньор Микаел Льодра побеждават в първи кръг Макс Мирни и Хориа Текау с 3 – 6, 6 – 3, [15 – 13]. В първата си среща на сингъл печели срещу Ксавие Малис със 7 – 6, 6 – 4. След това отстранява Сам Куери, надигравайки го с 6 – 3, 6 – 2, но на четвъртфинала отстъпва на Томи Хаас с 6 – 7, 6 – 7. В следващия мач на двойки побеждават американците Сам Куери и Стив Джонсън с 6 – 4, 6 – 3, но на полуфинала губят от Радек Щепанек и Марди Фиш с 3 – 6, 6 – 3, [6 – 10]. На турнира „ATP World Tour Мастърс 1000“ в Канада (Монреал), Димитров отстъпва с 4 – 6, 4 – 6 на Марсел Гранойерс в двубой от първи кръг, но на двойки с Филип Колшрайбер побеждават Франк Данчевич и Адил Шамасдин със 7 – 6, 6 – 4. Във втори кръг обаче губят от Марк Лопес и Марсел Гранойерс с 3 – 6, 2 – 6. На следващия Мастърс 1000 в Синсинати, Григор Димитров побеждава в първи кръг Николас Алмагро със 7 – 6, 6 – 4, а след това и Брайън Бейкър, надигравайки го с 6 – 3, 6 – 2. В трети кръг отстъпва след оспорван мач на Рафаел Надал с 2 – 6, 7 – 5, 2 – 6. На 26 август Димитров се изкачва на рекордното за него 66-о място в световната ранглиста на двойки.
На Открито първенство на САЩ Димитров отстъпва в първи кръг на Жоао Соуса с 6 – 3, 3 – 6, 4 – 6, 7 – 5, 2 – 6. При следващото си участие, на турнира „ATP World Tour 500“ в Пекин, губи в първи кръг с 4 – 6, 2 – 6 от Роберто Баутиста Агут, а на двойки заедно с Томи Робредо отстъпват на Фернандо Вердаско и Давид Мареро с 5 – 7, 7 – 6, [7 – 10]. На турнира „ATP World Tour Мастърс 1000“ в Шанхай губи в първи кръг с 3 – 6, 4 – 6 от Кей Нишикори. През октомври Григор Димитров започва работа с австралийския специалист Роджър Рашийд. Тяхното партньорство стартира по възможно най-добрия начин и малко след това на 20 октомври 2013 г. в Стокхолм на турнира Иф Стокхолм Оупън 2013 от сериите 250, Димитров печели първата си титла в Световния Тур на ATP, като на финала побеждава третия в света Давид Ферер.
След този успех Димитров се изкачва на 22-ро място в световната ранглиста. После на турнира „ATP World Tour 500“ в Базел, побеждава последователно Радек Щепанек и Александър Долгополов, след което на четвъртфинала отстъпва на своя идол Роджър Федерер, в първия мач помежду им. При следващото си участие на турнира „ATP World Tour Мастърс 1000“ в Париж достига до трети кръг след победи над Микаел Льодра и Фабио Фонини и завършва сезона на престижното 23-то място в света.

### 2014 г. Дебют в Топ 10 на световната ранглиста
Започва сезона в ATP World Tour с участие на турнира от сериите 250 в Бризбейн, където постига по една победа на сингъл и двойки.
На Открито първенство на Австралия Григор Димитров побеждава последователно Брадли Клан с 6 – 7, 6 – 4, 6 – 4, 6 – 3; Йен Лу с 6 – 3, 6 – 3, 7 – 6; Милош Раонич с 6 – 3, 3 – 6, 6 – 4, 7 – 6 и Роберто Батистута Агут с 6 – 3, 3 – 6, 6 – 2, 6 – 4. След тези четири победи се нарежда за първи път сред най-добрите осем тенисисти на турнир от Големия шлем. На четвъртфинала губи в много оспорван мач от Рафаел Надал. След успешното си представяне в Мелбърн, Димитров се изкачва на 19-о място в световната ранглиста. На турнира „ATP World Tour 500“ в Ротердам, Нидерландия, постига една победа на сингъл срещу Дмитрий Турсунов с 6 – 1, 1 – 6, 6 – 4 и загуба от Ернест Гулбис с 4 – 6, 6 – 7(3 – 7).
На следващия турнир Абиерто Мехикано Телсел 2014 от сериите 500 в Акапулко, Мексико, е поставен под номер 4 и достига финалната среща след четири победи над Маринко Матошевич със 7 – 5, 6 – 1; Маркос Багдатис с 6 – 1, 6 – 4; Ернест Гулбис с 4 – 6, 7 – 6(7 – 2), 7 – 5 и Анди Мъри с 4 – 6, 7 – 6(7 – 5), 7 – 6(7 – 3). На финала в много оспорван тричасов мач побеждава Кевин Андерсън със 7 – 6(7 – 1), 3 – 6, 7 – 6(7 – 5) и така печели втория си трофей в ATP World Tour и първия от сериите 500. По този начин Димитров достига 16-о място в световната ранглиста.
На турнира Мастърс 1000 в Индиън Уелс започва като поставен в основната схема от втори кръг и побеждава Робин Хаасе с 6 – 4, 6 – 3, но в третия кръг отстъпва на латвиеца Ернест Гулбис с 6 – 2, 1 – 6, 5 – 7. На следващия Мастърс 1000 в Маями, побеждава испанеца Алберт Монтанес с 6 – 1, 6 – 7 и 6 – 3, но губи в третия кръг от японеца Кей Нишикори с 6 – 7, 5 – 7. След края на този турнир се изкачва на 15-о място в световната ранглиста. В началото на април в Атина, Димитров участва в отбора на България в турнира за Купа Дейвис, където в плейофа за оставане във втора група – зона „Европа/Африка“ играе срещу състава на Гърция. Григор Димитров спечели с 6 – 3, 6 – 3, 6 – 0 мача си с Маркос Каловелонис и постига своята юбилейна победа № 100 в професионалния тенис (включват се срещите на сингъл в основните схеми на турнирите от Голям шлем и ATP World Tour, както и мачовете поединично в 3 от 5 сета за отбора на България за Купа Дейвис). На двойки с партньор Димитър Кутровски се налагат над гръцката двойка със 7 – 6, 6 – 2, 6 – 4 и това е достатъчно за крайната победа на българския отбор. Преди участието си на следващия Мастърс 1000 в Монте Карло, достига до 14-о място в световната ранглиста. В Монако Григор побеждава последователно испанците Марсел Гранойерс с 6 – 2, 4 – 6, 6 – 2 и Алберт Рамос с 4 – 6, 6 – 3, 6 – 4, но в третия кръг отстъпва на Давид Ферер. На турнира от сериите 250 в Букурещ Григор Димитров за първи път е поставен като водач в основната схема на турнир от ATP Световен Тур. Там побеждава последователно Иржи Весели със 7 – 6, 6 – 2; Сергей Стаховски с 6 – 3, 6 – 4 и Гаел Монфис с 5 – 1 и отказване на французина. На финала надиграва чеха Лукаш Росол със 7 – 6, 6 – 1 и така печели третата си титла в ATP World Tour. На турнира Мастърс 1000 в Мадрид, Димитров побеждава Пабло Карено Буста и Мариус Копил, но отстъпва в третия кръг на Томаш Бердих. На следващия Мастърс 1000 в Рим, Димитров надиграва последователно Едуар Роже-Васлен с 4 – 6, 6 – 3, 6 – 4; Иво Карлович със 7 – 6, 6 – 4; Томаш Бердих с 6 – 7, 6 – 2, 6 – 2 и Томи Хаас с 6 – 2 и отказване на германеца. След тези четири победи, на своя 23-ти рожден ден, Димитров достига за първи път до полуфинал на сингъл на турнир от такъв висок ранг. Там отстъпва на Рафаел Надал и след успешното си представяне се изкачва на 12-о място в световната ранглиста. На същия турнир на двойки с партньор Лукаш Росол побеждават три двойки и достигат до полуфинала.
На Открито първенство на Франция, Григор е спрян в първи кръг от Иво Карлович.
След това на турнира ATP World Tour 250 в Куинс, Лондон преодолява последователно Джеймс Уорд, Едуар Роже-Васлен, Александър Долгополов (отказване на украинеца) и на полуфинала намиращия се на трето място в световната ранглиста Станислас Вавринка. На финала побеждава след много оспорван мач Фелисиано Лопес с 6 – 7(8 – 10), 7 – 6(7 – 1), 7 – 6(8 – 6) и така печели четвъртата си титла (трета за годината и първа на трева) в Световния Тур.
На най-престижния тенис турнир в света –Уимбълдън, Григор Димитров преодолява последователно Раян Харисън, Люк Савил, Александър Долгополов и Леонардо Майер. На четвъртфинала побеждава убедително намиращия се на пето място в световната ранглиста и действащ шампион на турнира Анди Мъри с 6 – 1, 7 – 6(7 – 4), 6 – 2. Така Димитров достига до първия си полуфинал на турнир от Големия шлем, но отстъпва след много оспорван мач на Новак Джокович. След отличното си представяне, на 7 юли 2014 г. Григор Димитров дебютира в Топ 10 на най-добрите тенисисти в света и се изкачва на 9-о място в ранглистата на ATP. Преди участието си на Мастърс 1000 в Канада достига до 8-о място в световната ранглиста, което е най-доброто му постижение дотогава. В Торонто, побеждава Доналд Йънг, Томи Робредо и Кевин Андерсън, но на полуфинала отстъпва на Жо-Вилфрид Цонга. На следващия Мастърс 1000 в Синсинати е спрян в първия си мач от Йежи Янович.
На Открито първенство на САЩ, Димитров побеждава Раян Харисън, Дуди Села и Давид Гофен, но на осминафиналите отстъпва на Гаел Монфис. След това на турнира в Пекин от сериите 500, преодолява последователно испанците Фернандо Вердаско и Пабло Андухар, но на четвъртфиналите е надигран от Новак Джокович. На Мастърс 1000 в Шанхай надделява над Денис Истомин, но във втори кръг отстъпва на Жулиен Бенето. След това на турнира от сериите 250 в Стокхолм побеждава Теймураз Габашвили, Джак Сок и Бърнард Томич, но на финала е надигран от Томаш Бердих. На турнира от сериите 500 в Базел, надделява последователно над Александър Зверев и Вашек Поспишил, след което на четвъртфинала е спрян от Роджър Федерер.
На последния турнир за годината в който участва, Мастърс 1000 в Париж, Димитров побеждава Пабло Куевас, но след това отстъпва на Анди Мъри.
Григор Димитров постига през 2014 г. 50 победи на сингъл и със завоюваните 3 титли приключва сезона на престижното 11-о място в световната ранглиста. В продължение на 15 последователни седмици, от 7 юли до 19 октомври, той е в Топ 10 на най-добрите тенисисти в света. В края на декември е избран за спортист № 1 на България за 2014 година.

### 2015 г.
В началото на годината започва новия сезон в ATP Световен Тур с участие на турнира от сериите 250 в Бризбейн, където постига по две победи на сингъл и двойки и достига до полуфиналите. Там е спрян от Роджър Федерер, а с партньора си на двойки Танаси Кокинакис отстъпват на Кей Нишикори и Александър Долгополов.
На Открито първенство на Австралия Григор Димитров побеждава последователно Дъстин Браун, Лукаш Лацко и Маркос Багдатис, но на осминафинала е надигран от Анди Мъри. След това на турнира ATP 500 в Ротердам, постига една победа срещу Пол-Анри Матьо, но във втори кръг отстъпва на Жил Мюлер. На следващия турнир от сериите 500 в Акапулко, надиграва Филип Краянович, но после е победен от Раян Харисън. В края на февруари отново се изкачва (за една седмица) в Топ 10 на най-добрите тенисисти в света. През март постига първа победа в кариерата си над Роджър Федерер с 6 – 2, 1 – 6, 7 – 5 в демонстративен мач в „Медисън Скуеър Гардън“, Ню Йорк. В САЩ, на турнирите Мастърс 1000 в Индиън Уелс и Маями се представя неубедително, като печели само първите си мачове, след което отпада. На следващия Мастърс 1000 в Монте Карло побеждава последователно Фернандо Вердаско, Фабио Фонини и намиращия се на девето място в световната ранглиста и действащ шампион на турнира Станислас Вавринка, но на четвъртфинала отстъпва на Гаел Монфис. По-нататък на дебютния турнир в Истанбул от сериите 250 спечелва две победи, (като тази срещу хърватина Иван Додиг е негова победа № 150 в професионалния тенис) и достига до полуфиналите. На Мастърс 1000 в Мадрид, след три победи над Доналд Йънг, Фабио Фонини и деветия в световната ранглиста Станислас Вавринка, се класира на четвъртфиналите, но не успява да преодолее Рафаел Надал.
След това на Мастърс 1000 в Рим достига до втори кръг.
На Открито първенство на Франция, Григор отстъпва в първи кръг на Джак Сок. При следващото си участие на турнира в Лондон (Куинс клъб), вече от по-високата категория ATP 500, се представя колебливо и отпада във втори кръг.
На Уимбълдън, Димитров достига до трети кръг и отстъпва на 16-о място в световната ранглиста. След това се разделя с треньора си Роджър Рашийд. После участва в отбора на България в турнира за Купа Дейвис срещу състава на Люксембург и постига две победи – по една на сингъл и двойки с партньор Димитър Кутровски. През август започва работа с треньора Йохан Ортегрен от шведската академия „Good to Great“.
До края на сезона участва в още 9 турнира, където не се представя по най-добрия начин и с общ баланс за годината от участията му на сингъл – 33 победи и 22 загуби, завършва на 28-о място в световната ранглиста.

### 2016 г.
В първите четири месеца на годината участва в 9 турнира и достига до 2 финала (Сидни и Истанбул) и полуфинал (Делрей Бийч). На следващите 5 турнира играта му е неубедителна и отпада в първи кръг. Колебливото му представяне през първата половина на сезона се отразява на класирането в световната ранглиста – 40-о място през юли.
През втората половина на годината Григор преодолява кризата и постига някои много добри резултати (финал на ATP 500 в Пекин; полуфинали на Мастърс 1000 в Синсинати, ATP 250 в Ченгду, Китай и ATP 250 в Стокхолм). На турнира в Ченгду срещу Душан Лайович постига победа № 200 от началото на професионалната си кариера. Основна роля за подобряване на играта му изиграва новият му треньор Дани Валверду.
Димитров участва през сезона в 26 турнира на сингъл и постига 39 победи. Завършва годината на 17-о място в световната ранглиста.

### 2017 г. В Топ 3 насветовната ранглиста

#### Титли отФиналния турнирнаATPиМастърс 1000
Започва новия сезон с участие на турнира от ATP 250 в Бризбън по най-добрия начин, където след 5 спечелени срещи (три от които над тенисисти от Топ 10) завоюва своята пета титла в Световния Тур.
На Откритото първенство на Австралия Димитров постига последователно 5 победи срещу Кристофър О`Конъл, Хюон Чунг, Ришар Гаске, Денис Истомин, Давид Гофен и се класира за втория полуфинал в своята кариера (след Уимбълдън 2014) на турнир от Големия шлем. По пътя към финала е спрян в изключително оспорван петсетов мач от Рафаел Надал. При следващото си участие на турнира от сериите ATP 250 в София след 4 спечелени мача, завоюва втората си титла за сезона и общо шеста в Световния Тур. На турнира от сериите ATP 500 в Ротердам печели 2 срещи и достига до четвъртфиналите. На първия турнир за годината от сериите Мастърс 1000 в Индиън Уелс побеждава Михаил Южни, но след това не успява да преодолее Джак Сок. На следващия Мастърс 1000 в Маями отстъпва в първия си мач на Гуидо Пея. На турнирите на клей от сериите Мастърс 1000 в Монте Карло и Рим се представя незадоволително, като отпада от надпреварите в първите си мачове. В Мадрид постига две победи и достига до третия кръг на турнира.
На Откритото първенство на Франция, Григор печели срещите си в първите два кръга на турнира, но приключва участието си в третия кръг. Сезонът на трева открива на турнира ATP 250 в Щутгарт, където се представя неуспешно и отпада в първи кръг. След това на турнира ATP 500 в Куинс, Лондон се представя убедително и след три победи достига до полуфинала.
На най-престижния турнир Уимбълдън, преодолява съперниците си в първите три кръга, но на осминафинала отстъпва на Роджър Федерер. След Уимбълдън Григор Димитров се завръща за две седмици сред първите десет на световната ранглиста, като е бил общо 18 седмици до този момент в Топ 10 (2014 г. -15; 2015 г. -1; 2017 г. – 2). При следващите си участия на турнирите ATP 500 във Вашингтон и Мастърс 1000 в Монреал постига по една победа. На турнира в Синсинати от сериите Мастърс 1000 побеждава всичките си пет съперници. Във финалния мач надделява над Ник Кириос и завоюва за първи път такава престижна титла. След този успех се изкачва на 9-о място в световната ранглиста и на 21 август започва 19-ата седмица сред най-добрите десет тенисисти в света.
На Откритото първенство на САЩ Димитров приключва участието си във втория кръг на турнира. След това на ATP 500 в Пекин и Мастърс 1000 в Шанхай се представя успешно и достига съответно до полуфиналите и четвъртфиналите на тези турнири. При следващото участие на турнира ATP 250 в Стокхолм, Григор преодолява трима съперници и се класира за финалния мач, но отстъпва на Хуан Мартин Дел Потро. На Мастърс 1000 в Париж, Димитров достига до третия кръг на турнира и си осигурява за първи път в своята професионална кариера участие на финалния турнир на ATP в Лондон на осемте най-добри тенисисти през сезона. На 6 ноември Димитров се изкачва на 6-о място в световната ранглиста.
На финалния Мастърс Григор Димитров се представя отлично, като в груповата фаза побеждава всичките си трима съперници и се класира убедително на първо място в своята група, след което на полуфинала надделява над Джак Сок. С тази победа си осигурява завършването на годината на рекордното за него 3-то място в света. На финала надиграва трудно Давид Гофен и триумфира с най-ценната титла в своята кариера.
През сезона участва в 23 турнира на сингъл, като постига 49 победи и завоюва 4 титли. Към края на 2017 г. е бил общо 37 седмици в Топ 10 на световната ранглиста, от които 21 през тази година.
В края на декември Григор Димитров е избран за спортист № 1 на България и Балканите за 2017 година.

### 2018 г.
Стартира новия сезон като № 3 в световната ранглиста и при първото си участие за годината, на турнира ATP 250 в Бризбън достига до полуфиналите на сингъл и двойки.
На Откритото първенство на Австралия Димитров побеждава последователно четирима съперници, но на четвъртфиналите е спрян от Кайл Едмънд. На следващия турнир на който участва – ATP 500 в Ротердам печели 4 срещи и достига до финалния мач, но не успява да се противопостави успешно на Роджър Федерер. След това на турнирите ATP 500 в Дубай и Мастърс 1000 в Индиан Уелс не се представя убедително и отпада след първите си срещи. На Мастърс 1000 в Маями се представя колебливо, като постига само една победа. На следващия Мастърс 1000 в Монте Карло, Григор побеждава последователно трима съперници и достига до полуфиналите.
До края на сезона участва още в 12 турнира, като най-добрите му класирания са два четвъртфинала на турнирите Мастърс 1000 в Торонто и ATP 500 в Барселона. През септември е поканен в състава на Европа за демонстративния турнир в Чикаго за Купа Лейвър, като постига една победа и заедно със своите съотборници Роджър Федерер, Новак Джокович, Александър Зверев, Давид Гофен и Кайл Едмънд надделяват над своите опоненти от отбора на останалия свят с 13 – 8 и печелят „Laver Cup“.
Общо през сезона участва в 19 турнира на сингъл, като изиграва 43 срещи и постига 24 победи. Завършва годината на 19-о място в световната ранглиста.

### 2019 г.
През годината участва в 21 турнира на сингъл, като най-добрите му класирания са два полуфинала: на Откритото първенство на САЩ и Мастърс 1000 в Париж, и два четвъртфинала: на турнирите ATP 250 в Бризбън и ATP 250 в Ченгду. Постига официална победа номер 300 на 21 октомври 2019 г. във Виена срещу Дамир Джумхур.
Общо през сезона изиграва 43 срещи и постига 22 победи. Завършва годината на 20-о място в световната ранглиста.

### 2020: Капитан на българския отбор на ATP Cup, четвърти кръг на Откритото първенство на Франция
През януари Димитров участва и ръководи като капитан българския отбор в учредителното състезание ATP Cup, където 24-те най-добри държави се класират въз основа на класирането на сингъл в ATP на техния играч номер 1 в страната. Българският отбор е номер 19 въз основа на класирането на Димитров и част от група С, където Димитров печели и двата си единични мача срещу най-добрите играчи на Великобритания Дан Еванс и Молдова Раду Албот. Той извоюва победа на двойки, където като аутсайдери той и съотборникът му Александър Лазаров изненадват най-добрата британска двойка Джейми Мъри/Джо Солсбъри в трисетов мач.
През октомври на Откритото първенство на Франция, Димитров побеждавайки Роберто Карбалес Баена достига за първи път до четвърти кръг, където губи от Стефанос Циципас.
Общо през сезона участва в 11 турнира на сингъл, като изиграва 30 срещи и постига 19 победи. Завършва годината в топ 20 за пета поредна година, класиран под номер 19 в света.

### 2021: Четвъртфинал на Откритото първенство на Австралия, полуфинал в Индиън Уелс
През февруари Димитров поставен под номер 18 достига четвъртия си четвъртфинал на Откритото първенство на Австралия (AO), побеждавайки последователно бившия шампион от Големия шлем Марин Чилич, Алекс Болт, 15-ия поставен Пабло Кареньо Буста след оттегляне и 3-ия поставен Доминик Тийм в четвъртия кръг, преди да загуби от квалификанта Аслан Карацев след получаваме на спазми в гърба.
Димитров се оттегля в първия кръг на Откритото първенство на Франция срещу Маркос Гирон поради същите причини в резултат на проблемите си с гърба, след като не успява да реализира три мачбола в третия сет. Поставен под номер 18 на Уимбълдън, той губи от Александър Бублик във втория кръг в три поредни сета с два тайбрека, като Бублик реализира 34 аса. Димитров се реваншира, като побеждава Бублик на Western & Southern Open Masters в Синсинати, за да стигне до осминафиналите, след което отстъпва на Даниил Медведев в два сета. На Откритото първенство на САЩ той се оттегля с контузия на крака, след като губи първите два сета от Алексей Попирин във втория кръг. Димитров изпада от Топ 25 до номер 29, тъй като не успява да защити точките си от US Open.
В края на септември Димитров записва първата си победа над Мартон Фучович на ATP Head2Head на 2021 San Diego Open, за да стигне до втория кръг. Там, след оттеглянето на Феликс Оже-Алиасим побеждава дебютанта на ATP и щастлив губещ Август Холмгрен в поредни сетове 6–1, 6–1 в мач и достига до своя пети четвъртфинал за сезона. След това се класира на първия си полуфинал за годината, побеждавайки Аслан Карацев в три сета и вземайки реванш за загубата си по-рано през годината на Откритото първенство на Австралия. На полуфиналите той губи от бъдещия шампион Каспер Рууд.
На BNP Paribas Open в Индиън Уелс Димитров достига осминафиналите за първи път в кариерата си, побеждавайки квалификанта Даниел Алтмайер и след това номер 20 в света и 16-и поставен Райли Опелка в последователни сетове, вземайки реванш за загубата му по-рано през годината от него на Canadian Open. В четвъртия кръг Димитров побеждава световния номер 2 и топ поставен Даниил Медведев с 4–6, 6–4, 6–3, за да стигне до четвъртфиналите. В този мач той се завръща след сет и двоен пробив при 4–6, 1–4 за руснака, като го елиминира и спечели първата си победа над опонент от Топ 2 от 2016 г. насам. На четвъртфиналите той побеждава 8-ия поставен Хуберт Хуркач, за да стигне до полуфиналите за първи път в кариерата си на този турнир, но там отстъпва на Камерън Нори.
На Rolex Paris Masters Димитров побеждава Ришар Гаске и във втория кръг шампиона от 2018 г. Карен Хачанов, като последният сет е с резултат 6–0, но на осминафиналите губи от четвъртия поставен Александър Зверев.
Общо през сезона участва в 18 турнира на сингъл, като изиграва 42 срещи и постига 24 победи.

### 2022: 350-а победа в ATP тура, полуфинал на Мастърс, 30-а победа над играч от Топ 10
Сезонът за Димитров започва на турнира Melbourne Summer Set, където достига до полуфиналите, преди да загуби от квалификанта Максим Креси. След това участва в Откритото първенство на Австралия, но губи във втория кръг от Беноа Пер. На Delray Beach Open след победата си във втори кръг над Мичъл Крюгер, Димитров става едва вторият човек, роден през 90-те или по-късно, който достига до 350 победи в кариерата, след Милош Раонич. Той е 130-ият човек в Откритата ера и 22-рият активен играч, който го прави.
През март Димитров се класира на четвъртфиналите на Мастърса в Индиън Уелс, преди да загуби от 7-ия поставен Андрей Рубльов. На Монте Карло Мастърс той побеждава на четвъртфиналите 11-ия поставен Хуберт Хуркач и достига до полуфиналите. На Откритото първенство на Франция губи в третия кръг от 15-ия поставен Диего Шварцман, когото Димитров побеждава на Mutua Madrid Open 2022. На Уимбълдън той се оттегля в първия кръг срещу Стив Джонсън.
На National Bank Open той достига до втори кръг на сингъл и на двойки с Андрей Рубльов, побеждавайки съответно канадския дебютант с уайлдкард Алексис Галарно и шампионите на Уимбълдън на двойки Ебдън/Пърсел. Двойката също достига до втория кръг на Western & Southern Open в Синсинати, побеждавайки Дан Еванс и Джон Пиърс. След две поредни загуби в първия кръг на Sofia Open и Stockholm Open той печели първия си мач на Erste Bank Open във Виена срещу Тиаго Монтейро. След това побеждава световния номер 8 и трети поставен Андрей Рубльов (неговата 30-а победа над играч от топ 10), след което побеждава Маркос Гирон, за да достигне до третия си полуфинал за сезона. Там губи от световен номер 4 и топ поставен бъдещ шампион Даниил Медведев. На турнира Rolex Paris Masters той достига до третия кръг, побеждава Ботик ван де Зандсхулп и Фабио Фонини, като в третия кръг отстъпва на световния номер 1 Карлос Алкарас.
Той завършва годината в топ 30 за десета поредна година, като на 21 ноември 2022 г. е номер 28 в света. Въз основа на това класиране, като български играч номер 1, той е потвърден два дни по-късно като участник в Юнайтед Къп 2023 като част от българския отбор.

### 2023: Първи финал от 2018 г., четвърти кръг на Ролан Гарос и Уимбълдън, 400-та победа в ATP тур и обратно в топ 20
На Юнайтед Къп изиграва два мача и постига една победа срещу Давид Гофен.
На Откритото първенство на Австралия, Димитров достига до третия кръг побеждавайки Аслан Карацев и Ласло Джере, след което отстъпва на Новак Джокович.
На Rotterdam Open той побеждава отново Карацев и световния номер 10 и пети поставен Хуберт Хуркач. На четвъртфиналите побеждава Алекс де Минор и достига своя 43-ти полуфинал в кариерата, където губи от Даниил Медведев.
На BNP Paribas Open в Индиън Уелс той губи във втория кръг от Джейсън Кублер след оттегляне с контузия на дясното коляно. В Маями печели мача си от втори кръг срещу квалификанта Ян-Ленард Щруф.
В Монте Карло Димитров печели в първия кръг над Бен Шелтън, преди да загуби от Иржи Лехечка. В резултат на това на 17 април 2023 той изпада от топ 30 на класацията, тъй като не успява да защити своите полуфинални точки от предходната година. В Мадрид побеждава Грегоар Барер във втория кръг, преди да загуби от първия поставен Карлос Алкарас. В Рим побеждава Стан Вавринка във втория кръг, преди да загуби от Новак Джокович.
В Женева Димитров печели мачовете си от първите два кръга срещу Роберто Карбалес Баена и Кристофър О'Конъл, за да стигне до полуфиналите. Там побеждава втория поставен и играч от топ 10 Тейлър Фриц, като достига първия си финал от 2018 г. На финала отстъпва на Николас Джари. Достига до четвъртия кръг на Откритото първенство на Франция за втори път на този мейджър, побеждавайки квалификанта Тимофей Скатов, Емил Руусувуори и Даниел Алтмайер без загубен сет, след което губи от Александър Зверев.
Димитров се класира за основната схема на Queen's Club Championships и достига до четвъртфиналите също без да загуби сет, побеждавайки осмия поставен Франсиско Серундоло. Той губи от първия поставен и световен номер 2 Карлос Алкарас в последователни сетове. Добрата му форма продължава на Уимбълдън, достигайки четвъртия кръг без загубен сет, побеждавайки играча от топ 10 Франсис Тиафо, преди да загуби от световния номер 6 Холгер Руне. Той се връща в топ 20 на 24 юли 2023 г.
На Откритото първенство на САЩ той стига до втория кръг, побеждавайки Алекс Молчан в пет сета с три тайбрека, след като за първи път в кариерата си успява да заличи пасива от два сета, като спасява три мачбола, в мач с продължителност близо 4 часа и 40 минути. След това той стига до третия кръг, побеждавайки Анди Мъри, преди да загуби от Александър Зверев, третата му поредна загуба от германеца през сезона.
Той записва своята 400-та победа в кариерата на Chengdu Open в Китай, побеждавайки Хуан Пабло Варияс, ставайки първият мъж, роден през 1990 г. или по-късно, който постига това постижение и десетият активен играч при мъжете. Той достига до полуфиналите, побеждавайки Кристофър О'Конъл. Той губи от Александър Зверев за седми пореден път (четвърта поредна загуба за сезона) в поредни сетове. В следващия турнир China Open в първия кръг той обръща мача от 2-6,1-5 и печели срещу Макензи Макдоналд, който участва с уайлдкард. След това побеждава третия поставен Холгер Руне за четвъртата си победа над играч от топ 10 (най-много от сезон 2017 г.), за да достигне четвъртфиналите на този турнир за четвърти път в осем изяви.
На Rolex Shanghai Masters той достига до четвъртия кръг, побеждавайки 13-ия поставен Карен Хачанов. След това побеждава световния номер 2 и топ поставен Карлос Алкарас, за да достигне до четвъртфиналите на Мастърс 1000 за първи път през сезона и само за втори път на този Мастърс. Той побеждава Николас Джари и достига първия си полуфинал на Мастърс от 2022 г., когато прави това в Монте Карло. На полуфинала губи от шестия поставен Андрей Рубльов.
До края на годината участва още в два турнира. На ATP 500 във Виена достига до втори кръг, а на следващия Мастърс 1000 в Париж след пет победи се класира за финала за втори път на турнир от такъв ранг след Синсинати през 2017 г.
Общо през сезона участва в 21 турнира на сингъл, като изиграва 62 срещи и постига 41 победи. Завършва годината под номер 14 в света.

### 2024: Девета титла в ATP тура и отново в Топ 10 на световната ранглиста
Започва новия сезон с участие на турнира от ATP 250 в Бризбън по най-добрия начин, където печели всичките си 5 срещи. На финала побеждава Холгер Рюне, тенисист от Топ 10 и завоюва своята девета титла в Световния Тур.
На Откритото първенство на Австралия, Димитров побеждава последователно в първи и втори кръг Мартон Фучович и Танаси Кокинакис, но в трети кръг отстъпва в четири сета на португалеца Нуно Боржеш. При следващото си участие на турнира Оупън 13 от ATP 250 в Марсилия след три победи достига до финала, но там отстъпва на Юго Умбер. На ATP 500 в Ротердам достига до полуфинала, а на следващия Мастърс 1000 в Индиън Уелс след две победи стига до осминафиналите на турнира. След това на Мастърс 1000 в Маями постига пет последователни победи (три от които срещу състезатели от Топ 10) и се класира за финала, но там отстъпва на Яник Синер.
От 1 април 2024 г. Григор Димитров заема девето място сред най-добрите тенисисти и след прекъсване от 260 седмици се завръща отново в Топ 10 на световната ранглиста.
След това през годината участва на следните турнири и постига съответните резултати: Мастърс 1000 в Монте Карло – 3 кръг(осминафинал); Мастърс 1000 в Мадрид – отпада във 2 кръг; Мастърс 1000 в Рим – 4 кръг(осминафинал); на Ролан Гарос – 5 кръг(четвъртфинал); ATP 500 Queen's Club в Лондон – 2 кръг(осминафинал); Уимбълдън – 4 кръг(осминафинал); Мастърс 1000 в Канада – 3 кръг(осминафинал); Мастърс 1000 в Синсинати – отпада във 2 кръг; на Откритото първенство на САЩ US Open – 5 кръг(четвъртфинал); на Laver Cup (Лейвър къп) печели 1 среща на сингъл; Мастърс 1000 в Шанхай – 4 кръг(осминафинал); ATP 250 в Стокхолм – финал; ATP 500 във Виена – 2 кръг(осминафинал) и Мастърс 1000 в Париж – 4 кръг(четвъртфинал).
Общо през сезона участва в 20 турнира на сингъл, като достига до 4 финала и печели 1 титла. През годината изиграва 64 срещи и постига 46 победи. Завършва сезона под номер 10 в света.

## Постигнати резултати в турнирите
| П (победител)              |
| Ф (финалист)               |
| ПФ (полуфинал)             |
| ЧФ (четвъртфинал)          |
| K (кръг в основната схема) |
| КК (кръг в квалификациите) |
| Н (не участва в турнира)   |
| Т / У (Титли – Участия)    |
| П – З (Победи – Загуби)    |

### Голям шлем

#### Сингъл
До Открито първенство на САЩ 2020 (включително):
| Турнир от Голям шлем | 2009  | 2010  | 2011  | 2012  | 2013  | 2014   | 2015  | 2016  | 2017   | 2018  | 2019  | 2020  | Т / У  | П – З   | Победи % |
| -------------------- | ----- | ----- | ----- | ----- | ----- | ------ | ----- | ----- | ------ | ----- | ----- | ----- | ------ | ------- | -------- |
| ОП на Австралия      | Н     | КК 1  | 2 К   | 2 К   | 1 К   | ЧФ     | 4 К   | 3 К   | ПФ     | ЧФ    | 4 К   | 2 К   | 0 / 10 | 24 – 10 | 71%      |
| Ролан Гарос          | Н     | Н     | 1 К   | 2 К   | 3 К   | 1 К    | 1 К   | 1 К   | 3 K    | 3 K   | 3 K   | 4 K   | 0 / 10 | 12 – 10 | 55%      |
| Уимбълдън            | 1 К   | Н     | 2 К   | 2 К   | 2 К   | ПФ     | 3 К   | 3 К   | 4 К    | 1 К   | 1 К   | Н     | 0 / 10 | 15 – 10 | 60%      |
| ОП на САЩ            | КК 2  | Н     | 1 К   | 1 К   | 1 К   | 4 К    | 2 К   | 4 К   | 2 К    | 1 К   | ПФ    | 2 К   | 0 / 10 | 13 – 10 | 57%      |
| Победи-Загуби        | 0 – 1 | 0 – 0 | 2 – 4 | 3 – 4 | 3 – 4 | 12 – 4 | 6 – 4 | 7 – 4 | 11 – 4 | 6 – 4 | 9 – 4 | 5 – 3 | 0 / 40 | 64 – 40 | 62%      |

#### Двойки
До Уимбълдън 2013 (включително):
| Турнир от Голям шлем | 2011  | 2012  | 2013  | 2014  | 2015  | 2016  | Т / У | П – З | Победи % |
| -------------------- | ----- | ----- | ----- | ----- | ----- | ----- | ----- | ----- | -------- |
| ОП на Австралия      | Н     | Н     | 3 К   | Н     | Н     | Н     | 0 / 1 | 2 – 1 | 67%      |
| Ролан Гарос          | Н     | 1 К   | 2 К   | Н     | Н     | Н     | 0 / 2 | 1 – 2 | 33%      |
| Уимбълдън            | 2 К   | Н     | 2 К   | Н     | Н     | Н     | 0 / 2 | 2 – 2 | 50%      |
| ОП на САЩ            | 1 К   | Н     | Н     | Н     | Н     | Н     | 0 / 1 | 0 – 1 | 0%       |
| Победи-Загуби        | 1 – 2 | 0 – 1 | 4 – 3 | 0 – 0 | 0 – 0 | 0 – 0 | 0 / 6 | 5 – 6 | 45%      |

### Финален турнирнаATP(Финален Мастърс)

#### Сингъл
| Финален турнир на ATP | 2017  | Т / У | П – З | Победи % |
| --------------------- | ----- | ----- | ----- | -------- |
| Лондон                | П     | 1 / 1 | 5 – 0 | 100 %    |
| Победи-Загуби         | 5 – 0 | 1 / 1 | 5 – 0 | 100 %    |

### Мастърс 1000

#### Сингъл
До Париж 2019 (включително):
| Турнир от Мастърс 1000 | 2011  | 2012  | 2013   | 2014   | 2015   | 2016   | 2017   | 2018  | 2019  | Т / У  | П – З   | Победи % |
| ---------------------- | ----- | ----- | ------ | ------ | ------ | ------ | ------ | ----- | ----- | ------ | ------- | -------- |
| Индиън Уелс            | Н     | 2 К   | 3 К    | 3 К    | 3 К    | 2 К    | 3 К    | 2 К   | Н     | 0 / 7  | 5 – 7   | 42%      |
| Маями                  | 1 К   | 4 К   | 3 К    | 3 К    | 3 К    | 4 К    | 2 К    | 3 К   | 3 К   | 0 / 9  | 10 – 9  | 53%      |
| Монте Карло            | Н     | КК 2  | ЧФ     | 3 К    | ЧФ     | 2 К    | 2 К    | ПФ    | 3 К   | 0 / 7  | 14 – 7  | 67%      |
| Мадрид                 | Н     | Н     | 3 К    | 3 К    | ЧФ     | 1 К    | 3 К    | 2 К   | 1 К   | 0 / 7  | 9 – 7   | 56%      |
| Рим                    | Н     | Н     | 2 К    | ПФ     | 2 К    | 1 К    | 1 К    | 2 К   | 1 К   | 0 / 7  | 6 – 7   | 46%      |
| Монреал/Торонто        | Н     | КК 1  | 1 К    | ПФ     | 2 К    | ЧФ     | 3 К    | ЧФ    | 1 К   | 0 / 7  | 10 – 7  | 59%      |
| Синсинати              | 2 К   | КК 1  | 3 К    | 2 К    | 3 К    | ПФ     | П      | 3 К   | 1 К   | 1 / 8  | 15 – 7  | 68%      |
| Шанхай                 | 2 К   | 2 К   | 1 К    | 2 К    | Н      | 2 К    | ЧФ     | Н     | Н     | 0 / 6  | 6 – 6   | 50%      |
| Париж                  | Н     | 2 К   | 3 К    | 3 К    | 3 К    | 3 К    | 3 К    | 3 К   | ПФ    | 0 / 8  | 13 – 8  | 62%      |
| Победи-Загуби          | 2 – 3 | 6 – 4 | 12 – 9 | 15 – 9 | 14 – 8 | 12 – 9 | 12 – 8 | 8 – 8 | 7 – 7 | 1 / 66 | 88 – 65 | 58%      |

#### Двойки
До Париж 2016 (включително):
| Турнир от Мастърс 1000 | 2013  | 2014  | 2015  | 2016  | Т / У  | П – З   | Победи % |
| ---------------------- | ----- | ----- | ----- | ----- | ------ | ------- | -------- |
| Индиън Уелс            | 2 К   | H     | 1 К   | 1 К   | 0 / 3  | 1 – 3   | 25%      |
| Маями                  | ПФ    | H     | H     | H     | 0 / 1  | 3 – 1   | 75%      |
| Монте Карло            | Н     | Н     | 2 К   | H     | 0 / 1  | 1 – 1   | 50%      |
| Мадрид                 | 1 К   | H     | 2 К   | H     | 0 / 2  | 1 – 2   | 33%      |
| Рим                    | 1 К   | ПФ    | H     | H     | 0 / 2  | 3 – 2   | 60%      |
| Монреал/Торонто        | 2 К   | H     | H     | 2 К   | 0 / 2  | 2 – 2   | 50%      |
| Синсинати              | Н     | Н     | Н     | Н     | 0 / 0  | 0 – 0   | 0%       |
| Шанхай                 | Н     | Н     | Н     | Н     | 0 / 0  | 0 – 0   | 0%       |
| Париж                  | H     | H     | H     | ЧФ    | 0 / 1  | 2 – 1   | 66%      |
| Победи-Загуби          | 5 – 5 | 3 – 1 | 2 – 3 | 3 – 3 | 0 / 12 | 13 – 12 | 52%      |

### ATP 500

#### Сингъл
До Виена 2018 (включително):
| Турнир от ATP 500 | 2009                          | 2010                          | 2011                          | 2012                          | 2013                          | 2014                          | 2015  | 2016  | 2017  | 2018  | Т / У  | П – З   | Победи % |
| ----------------- | ----------------------------- | ----------------------------- | ----------------------------- | ----------------------------- | ----------------------------- | ----------------------------- | ----- | ----- | ----- | ----- | ------ | ------- | -------- |
| Ротердам          | 2 К                           | Н                             | 1 К                           | Н                             | ПФ                            | 2 К                           | 2 К   | Н     | ЧФ    | Ф     | 0 / 7  | 12 – 7  | 63%      |
| Акапулко          | Н                             | Н                             | Н                             | Н                             | Н                             | П                             | 2 К   | ЧФ    | Н     | Н     | 1 / 3  | 8 – 2   | 80%      |
| Дубай             | Н                             | Н                             | 1 К                           | Н                             | Н                             | Н                             | Н     | Н     | Н     | 1 К   | 0 / 2  | 0 – 2   | 0%       |
| Барселона         | Н                             | Н                             | 1 К                           | Н                             | 2 К                           | Н                             | Н     | Н     | Н     | ЧФ    | 0 / 3  | 2 – 3   | 40%      |
| Лондон/Куинс      | Турнирът е от сериите АТР 250 | Турнирът е от сериите АТР 250 | Турнирът е от сериите АТР 250 | Турнирът е от сериите АТР 250 | Турнирът е от сериите АТР 250 | Турнирът е от сериите АТР 250 | 2 К   | 1 К   | ПФ    | 2 К   | 0 / 4  | 5 – 4   | 56%      |
| Вашингтон         | Н                             | Н                             | 3 К                           | Н                             | ЧФ                            | Н                             | 3 К   | 1 К   | 3 К   | Н     | 0 / 5  | 6 – 5   | 55%      |
| Пекин             | Н                             | Н                             | 1 К                           | Н                             | 1 К                           | ЧФ                            | Н     | Ф     | ПФ    | 2 К   | 0 / 6  | 10 – 6  | 63%      |
| Токио             | Н                             | Н                             | Н                             | 1 К                           | Н                             | Н                             | 1 К   | Н     | Н     | Н     | 0 / 2  | 0 – 2   | 0%       |
| Базел             | Н                             | Н                             | Н                             | ЧФ                            | ЧФ                            | ЧФ                            | 2 К   | 1 К   | Н     | Н     | 0 / 5  | 7 – 5   | 58%      |
| Виена             | Н                             | Н                             | Н                             | Н                             | Н                             | Н                             | Н     | Н     | Н     | 1 К   | 0 / 1  | 0 – 1   | 0%       |
| Победи-Загуби     | 1 – 1                         | 0 – 0                         | 2 – 5                         | 2 – 2                         | 7 – 5                         | 10 – 3                        | 5 – 6 | 6 – 5 | 9 – 4 | 8 – 6 | 1 / 38 | 50 – 37 | 57%      |

#### Двойки
До Вашингтон 2015 (включително):
| Турнир от ATP 500 | 2013    | 2014    | 2015  | 2016 | Т / У | П – З | Победи % |
| ----------------- | ------- | ------- | ----- | ---- | ----- | ----- | -------- |
| Ротердам          | 1 К     | Н       | Н     | Н    | 0 / 1 | 0 – 1 | 0%       |
| Барселона         | 1 К     | Н       | Н     | Н    | 0 / 1 | 0 – 1 | 0%       |
| Лондон/Куинс      | АТР 250 | АТР 250 | 1 К   | Н    | 0 / 1 | 0 – 1 | 0%       |
| Вашингтон         | ПФ      | Н       | ЧФ    | Н    | 0 / 2 | 3 – 1 | 75%      |
| Пекин             | 1 К     | Н       | Н     | Н    | 0 / 1 | 0 – 1 | 0%       |
| Победи-Загуби     | 2 – 4   |         | 1 – 1 |      | 0 / 6 | 3 – 5 | 60%      |

## Финали на нивоATP: 22 (9 – 13)

### Сингъл: 21 (9 – 12)
| Легенда                                          |
| ------------------------------------------------ |
| Турнири от Голям шлем (0 – 0)                    |
| Финални турнири на ATP (Финален Мастърс) (1 – 0) |
| ATP Турнири от сериите Мастърс 1000 (1 – 2)      |
| ATP Турнири от сериите 500 (1 – 2)               |
| ATP Турнири от сериите 250 (6 – 8)               |

| Финал     | No. | Дата             | Турнир                 | Настилка      | Опонент               | Резултат                                  |
| --------- | --- | ---------------- | ---------------------- | ------------- | --------------------- | ----------------------------------------- |
| Финалист  | 1.  | 6 януари 2013    | Бризбън, Австралия     | Твърда        | Анди Мъри             | 6 – 7(0 – 7), 4 – 6                       |
| Победител | 1.  | 20 октомври 2013 | Стокхолм, Швеция       | Твърда (зала) | Давид Ферер           | 2 – 6, 6 – 3, 6 – 4                       |
| Победител | 2.  | 1 март 2014      | Акапулко, Мексико      | Твърда        | Кевин Андерсън        | 7 – 6(7 – 1), 3 – 6, 7 – 6(7 – 5)         |
| Победител | 3.  | 27 април 2014    | Букурещ, Румъния       | Клей          | Лукаш Росол           | 7 – 6(7 – 2), 6 – 1                       |
| Победител | 4.  | 15 юни 2014      | Лондон, Великобритания | Трева         | Фелисиано Лопес       | 6 – 7(8 – 10), 7 – 6(7 – 1), 7 – 6(8 – 6) |
| Финалист  | 2.  | 19 октомври 2014 | Стокхолм, Швеция       | Твърда (зала) | Томаш Бердих          | 7 – 5, 4 – 6, 4 – 6                       |
| Финалист  | 3.  | 16 януари 2016   | Сидни, Австралия       | Твърда        | Виктор Троицки        | 6 – 2, 1 – 6, 6 – 7(7 – 9)                |
| Финалист  | 4.  | 1 май 2016       | Истанбул, Турция       | Клей          | Диего Шварцман        | 7 – 6(7 – 5), 6 – 7(4 – 7), 0 – 6         |
| Финалист  | 5.  | 9 октомври 2016  | Пекин, Китай           | Твърда        | Анди Мъри             | 4 – 6, 6 – 7(2 – 7)                       |
| Победител | 5.  | 8 януари 2017    | Бризбън, Австралия     | Твърда        | Кей Нишикори          | 6 – 2, 2 – 6, 6 – 3                       |
| Победител | 6.  | 12 февруари 2017 | София, България        | Твърда        | Давид Гофен           | 7 – 5, 6 – 4                              |
| Победител | 7.  | 20 август 2017   | Синсинати, САЩ         | Твърда        | Ник Кириос            | 6 – 3, 7 – 5                              |
| Финалист  | 6.  | 22 октомври 2017 | Стокхолм, Швеция       | Твърда (зала) | Хуан Мартин Дел Потро | 4 – 6, 2 – 6                              |
| Победител | 8.  | 19 ноември 2017  | Лондон, Великобритания | Твърда (зала) | Давид Гофен           | 7 – 5, 4 – 6, 6 – 3                       |
| Финалист  | 7.  | 18 февруари 2018 | Ротердам, Нидерландия  | Твърда (зала) | Роджър Федерер        | 2 – 6, 2 – 6                              |
| Финалист  | 8.  | май 2023         | Женева, Швейцария      | Клей          | Николас Джари         | 6 – 7(1 – 7), 1 – 6                       |
| Финалист  | 9.  | ноември 2023     | Париж, Франция         | Твърда (зала) | Новак Джокович        | 4 – 6, 3 – 6                              |
| Победител | 9.  | 7 януари 2024    | Бризбън, Австралия     | Твърда        | Холгер Руне           | 7 – 6(7 – 5), 6 – 4                       |
| Финалист  | 10. | 11 февруари 2024 | Марсилия, Франция      | Твърда (зала) | Юго Умбер             | 4 – 6, 3 – 6                              |
| Финалист  | 11. | 31 март 2024     | Маями, САЩ             | Твърда        | Яник Синер            | 3 – 6, 1 – 6                              |
| Финалист  | 12. | 20 октомври 2024 | Стокхолм, Швеция       | Твърда (зала) | Томи Пол              | 4 – 6, 3 – 6                              |

### Двойки: 1 (0 – 1)
| Легенда                            |
| ---------------------------------- |
| ATP Турнири от сериите 250 (0 – 1) |

| Финал    | No. | Дата        | Турнир                   | Настилка | Съотборник   | Опоненти                | Резултат     |
| -------- | --- | ----------- | ------------------------ | -------- | ------------ | ----------------------- | ------------ |
| Финалист | 1.  | 16 юни 2011 | Ийстбърн, Великобритания | Трева    | Андреас Сепи | Джонатан Ерлих Анди Рам | 3 – 6, 3 – 6 |

## Победи над тенисисти от Топ 10 на световната ранглиста
| Сезон  | 2012 | 2013 | 2014 | 2015 | 2016 | 2017 | 2018 | 2019 | 2020 | 2021 | 2022 | 2023 | 2024 | общо |
| Победи | 1    | 3    | 4    | 2    | 3    | 8    | 2    | 2    | 1    | 2    | 2    | 7    | 6    | 43   |

### Победени тенисисти от Топ 10
| #    | Опонент             | Топ 10 | Турнир                                      | Настилка      | Кръг         | Резултат                           |
| ---- | ------------------- | ------ | ------------------------------------------- | ------------- | ------------ | ---------------------------------- |
| 2012 |                     |        |                                             |               |              |                                    |
| 1.   | Томаш Бердих        | № 7    | ATP Мастърс 1000, Маями, САЩ                | Твърда        | 3            | 6 – 3, 2 – 6, 6 – 4                |
| 2013 |                     |        |                                             |               |              |                                    |
| 2.   | Янко Типсаревич     | № 10   | ATP Мастърс 1000, Монте Карло               | Клей          | 2            | 7 – 6(7 – 3), 6 – 1                |
| 3.   | Новак Джокович      | № 1    | ATP Мастърс 1000, Мадрид, Испания           | Клей          | 2            | 7 – 6(8 – 6), 6 – 7(8 – 10), 6 – 3 |
| 4.   | Давид Ферер         | № 3    | ATP 250, Стокхолм, Швеция                   | Твърда (зала) | Ф            | 2 – 6, 6 – 3, 6 – 4                |
| 2014 |                     |        |                                             |               |              |                                    |
| 5.   | Анди Мъри           | № 7    | ATP 500, Акапулко, Мексико                  | Твърда        | ПФ           | 4 – 6, 7 – 6(7 – 5), 7 – 6(7 – 3)  |
| 6.   | Томаш Бердих        | № 6    | ATP Мастърс 1000, Рим, Италия               | Клей          | 3            | 6 – 7(3 – 7), 6 – 2, 6 – 2         |
| 7.   | Станислас Вавринка  | № 3    | ATP 250, Лондон, Великобритания             | Трева         | ПФ           | 6 – 2, 6 – 4                       |
| 8.   | Анди Мъри           | № 5    | Голям шлем, Уимбълдън, Великобритания       | Трева         | ЧФ           | 6 – 1, 7 – 6(7 – 4), 6 – 2         |
| 2015 |                     |        |                                             |               |              |                                    |
| 9.   | Станислас Вавринка  | № 9    | ATP Мастърс 1000, Монте Карло               | Клей          | 3            | 6 – 1, 6 – 2                       |
| 10.  | Станислас Вавринка  | № 9    | ATP Мастърс 1000, Мадрид, Испания           | Клей          | 3            | 7 – 6(7 – 5), 3 – 6, 6 – 3         |
| 2016 |                     |        |                                             |               |              |                                    |
| 11.  | Анди Мъри           | № 2    | ATP Мастърс 1000, Маями, САЩ                | Твърда        | 3            | 6 – 7(1 – 7), 6 – 4, 6 – 3         |
| 12.  | Станислас Вавринка  | № 4    | ATP Мастърс 1000, Синсинати, САЩ            | Твърда        | 3            | 6 – 4, 6 – 4                       |
| 13.  | Рафаел Надал        | № 4    | ATP 500, Пекин, Китай                       | Твърда        | ЧФ           | 6 – 2, 6 – 4                       |
| 2017 |                     |        |                                             |               |              |                                    |
| 14.  | Доминик Тийм        | № 8    | ATP 250, Бризбън, Австралия                 | Твърда        | ЧФ           | 6 – 3, 4 – 6, 6 – 3                |
| 15.  | Милош Раонич        | № 3    | ATP 250, Бризбън, Австралия                 | Твърда        | ПФ           | 7 – 6(9 – 7), 6 – 2                |
| 16.  | Кей Нишикори        | № 5    | ATP 250, Бризбън, Австралия                 | Твърда        | Ф            | 6 – 2, 2 – 6, 6 – 3                |
| 17.  | Доминик Тийм        | № 4    | Финален Мастърс, Лондон, Великобритания     | Твърда (зала) | групова фаза | 6 – 3, 5 – 7, 7 – 5                |
| 18.  | Давид Гофен         | № 8    | Финален Мастърс, Лондон, Великобритания     | Твърда (зала) | групова фаза | 6 – 0, 6 – 2                       |
| 19.  | Пабло Каренио Буста | № 10   | Финален Мастърс, Лондон, Великобритания     | Твърда (зала) | групова фаза | 6 – 1, 6 – 1                       |
| 20.  | Джак Сок            | № 9    | Финален Мастърс, Лондон, Великобритания     | Твърда (зала) | ПФ           | 4 – 6, 6 – 0, 6 – 3                |
| 21.  | Давид Гофен         | № 8    | Финален Мастърс, Лондон, Великобритания     | Твърда (зала) | Ф            | 7 – 5, 4 – 6, 6 – 3                |
| 2018 |                     |        |                                             |               |              |                                    |
| 22.  | Давид Гофен         | № 7    | ATP 500, Ротердам                           | Твърда (зала) | ПФ           | 6 – 3, 0 – 1 и отказване           |
| 23.  | Давид Гофен         | № 10   | ATP Мастърс 1000, Монте Карло               | Клей          | ЧФ           | 6 – 4, 7 – 6(7 – 5)                |
| 2019 |                     |        |                                             |               |              |                                    |
| 24.  | Роджър Федерер      | № 3    | Голям шлем, Открито първенство на САЩ       | Твърда        | ЧФ           | 3 – 6, 6 – 4, 3 – 6, 6 – 4, 6 – 2  |
| 25.  | Доминик Тийм        | № 5    | ATP Мастърс 1000, Париж                     | Твърда (зала) | 3            | 6 – 3, 6 – 2                       |
| 2020 |                     |        |                                             |               |              |                                    |
| 26.  | Стефанос Циципас    | № 5    | ATP 500, Виена                              | Твърда (зала) | 2            | 6 – 7(5 – 7), 6 – 4, 6 – 3         |
| 2021 |                     |        |                                             |               |              |                                    |
| 27.  | Доминик Тийм        | № 3    | Голям шлем, Открито първенство на Австралия | Твърда        | 4            | 6 – 4, 6 – 4, 6 – 0                |
| 28.  | Даниил Медведев     | № 2    | ATP Мастърс 1000, Индиан Уелс, САЩ          | Твърда        | 4            | 4 – 6, 6 – 4, 6 – 3                |
| 2022 |                     |        |                                             |               |              |                                    |
| 29.  | Каспер Рууд         | № 7    | ATP Мастърс 1000, Монте Карло               | Клей          | 3            | 6 – 3, 7 – 5                       |
| 30.  | Андрей Рубльов      | № 8    | ATP 500, Виена                              | Твърда (зала) | 2            | 6 – 3, 6 – 4                       |
| 2023 |                     |        |                                             |               |              |                                    |
| 31.  | Хуберт Хуркач       | № 10   | ATP 500, Ротердам                           | Твърда (зала) | 2            | 7 – 6(7 – 4), 7 – 6(7 – 5)         |
| 32.  | Тейлър Фриц         | № 9    | ATP 250, Женева                             | Клей          | ПФ           | 3 – 6, 7 – 5, 7 – 6(7 – 2)         |
| 33.  | Френсис Тиафо       | № 10   | Голям шлем, Уимбълдън                       | Трева         | 3            | 6 – 2, 6 – 3, 6 – 2                |
| 34.  | Холгер Руне         | № 4    | ATP 500, Пекин, Китай                       | Твърда        | 2            | 6 – 3, 7 – 5                       |
| 35.  | Карлос Алкарас      | № 2    | ATP Мастърс 1000, Шанхай, Китай             | Твърда        | 4            | 5 – 7, 6 – 2, 6 – 4                |
| 36.  | Даниил Медведев     | № 3    | ATP Мастърс 1000, Париж                     | Твърда (зала) | 2            | 6 – 3, 6 – 7(4 – 7), 7 – 6(7 – 2)  |
| 37.  | Стефанос Циципас    | № 6    | ATP Мастърс 1000, Париж                     | Твърда (зала) | ПФ           | 6 – 3, 6 – 7(1 – 7), 7 – 6(7 – 3)  |
| 2024 |                     |        |                                             |               |              |                                    |
| 38.  | Холгер Руне         | № 8    | ATP 250, Бризбън, Австралия                 | Твърда        | Ф            | 7 – 6(7 – 5), 6 – 4                |
| 39.  | Хуберт Хуркач       | № 9    | ATP Мастърс 1000, Маями                     | Твърда        | 4            | 3 – 6, 6 – 3, 7 – 6(7 – 3)         |
| 40.  | Карлос Алкарас      | № 2    | ATP Мастърс 1000, Маями                     | Твърда        | ЧФ           | 6 – 2, 6 – 4                       |
| 41.  | Александър Зверев   | № 5    | ATP Мастърс 1000, Маями                     | Твърда        | ПФ           | 6 – 4, 6 – 7(4 – 7), 6 – 4         |
| 42.  | Хуберт Хуркач       | № 9    | Голям шлем, Ролан Гарос                     | Клей          | 4            | 7 – 6(7 – 5), 6 – 4, 7 – 6(7 – 3)  |
| 43.  | Андрей Рубльов      | № 6    | Голям шлем, Открито първенство на САЩ       | Твърда        | 4            | 6–3, 7–6(7–3), 1–6, 3–6, 6–3       |

## Класиране в световната ранглиста наATPв края на годината
| Година | 2007 | 2008 | 2009 | 2010 | 2011 | 2012 | 2013 | 2014 | 2015 | 2016 | 2017 | 2018 | 2019 | 2020 | 2021 | 2022 | 2023 | 2024 |
| Сингъл | 1197 | 493  | 288  | 106  | 76   | 48   | 23   | 11   | 28   | 17   | 3    | 19   | 20   | 19   | 28   | 28   | 14   | 10   |

## Финали на турнири от сериите Чалънджър & Фючърс: 16 (13 – 3)
В основната схема на турнирите ATP Чалънджър за периода 2008 – 2012 г., Григор Димитров изиграва на сингъл 101 срещи, от които 61 победи и 40 загуби, а на двойки 31 мача, от които 17 победи и 14 загуби. Достига общо до 7 финала и печели 5 титли.
На по-ниското ниво турнири ITF Фючърс за периода 2007 – 2010 г., той изиграва на сингъл 66 срещи, от които 47 победи и 19 загуби, а на двойки 28 мача, от които 18 победи и 10 загуби. В резултат на това се класира общо на 9 финала и печели 8 титли.

### Сингъл: 11 (10 – 1)
| Легенда               |
| ATP Чалънджър (4 – 1) |
| ITF Фючърс (6 – 0)    |

| Финал     | No. | Дата              | Турнир                                          | Настилка   | Опонент               | Резултат                          |
| --------- | --- | ----------------- | ----------------------------------------------- | ---------- | --------------------- | --------------------------------- |
| Победител | 1.  | 25 май 2008       | Валдорейкс, Испания ITF Фючърс 10 000 щ.д.      | Клей       | Пабло Сантос-Гонсалес | 6 – 3, 6 – 4                      |
| Победител | 2.  | 14 септември 2008 | Мостолес, Испания ITF Фючърс 15 000 щ.д.        | Твърда     | Игнасио Кол-Риудаветс | 7 – 6(7 – 3), 6 – 3               |
| Победител | 3.  | 21 септември 2008 | Алкоркон, Испания ITF Фючърс 15 000 щ.д.        | Твърда     | Людовик Валтер        | 6 – 4, 6 – 4                      |
| Победител | 4.  | 17 юли 2010       | Трир, Германия ITF Фючърс 10 000 щ.д.           | Клей       | Давид Гофен           | 4 – 6, 6 – 1, 6 – 4               |
| Победител | 5.  | 1 август 2010     | Дортмунд, Германия ITF Фючърс 15 000 щ.д.       | Клей       | Ян-Ленард Щруф        | 7 – 5, 7 – 5                      |
| Победител | 6.  | 14 август 2010    | Ирун, Испания ITF Фючърс 15 000 щ.д.            | Клей       | Серхио Гутиерес-Ферол | 4 – 6, 6 – 3, 6 – 4               |
| Победител | 7.  | 29 август 2010    | Женева, Швейцария ATP Чалънджър 30 000 евро + H | Клей       | Пабло Андухар         | 6 – 2, 4 – 6, 6 – 4               |
| Победител | 8.  | 18 септември 2010 | Банкок, Тайланд ATP Чалънджър 35 000 щ.д. + H   | Твърда     | Константин Кравчук    | 6 – 1, 6 – 4                      |
| Победител | 9.  | 25 септември 2010 | Банкок, Тайланд ATP Чалънджър 35 000 щ.д. + H   | Твърда     | Александър Кудрявцев  | 6 – 4, 6 – 1                      |
| Финалист  | 10. | 24 октомври 2010  | Орлеан, Франция ATP Чалънджър 106 500 евро      | Твърда (з) | Никола Маю            | 6 – 2, 6 – 7(6 – 8), 6 – 7(4 – 6) |
| Победител | 11. | 6 март 2011       | Шербур, Франция ATP Чалънджър 42 500 евро + H   | Твърда (з) | Никола Маю            | 6 – 2, 7 – 6(6 – 4)               |

### Двойки: 5 (3 – 2)
| Легенда               |
| ATP Чалънджър (1 – 1) |
| ITF Фючърс (2 – 1)    |

| Финал      | No. | Дата              | Турнир                                       | Настилка | Съотборник              | Опоненти                             | Резултат               |
| ---------- | --- | ----------------- | -------------------------------------------- | -------- | ----------------------- | ------------------------------------ | ---------------------- |
| Финалисти  | 1.  | 18 януари 2008    | Майорка, Испания ITF Фючърс 10 000 щ.д.      | Клей     | Хуан-Алберт Вилока-Пуиг | Жюлиен Жанпиер Ксавие Пюжо           | 5 – 7, 2 – 6           |
| Победители | 2.  | 9 февруари 2008   | Мурсия, Испания ITF Фючърс 10 000 щ.д.       | Клей     | Карлос Поч-Градин       | Карлос Гонсалес-Де Куето Райн Уилямс | 7 – 6(6 – 4), 6 – 3    |
| Победители | 3.  | 25 януари 2009    | Холивуд, Флорида, САЩ ITF Фючърс 10 000 щ.д. | Клей     | Тодор Енев              | Стефано Яни Матия Ливраги            | 6 – 1, 6 – 2           |
| Финалисти  | 4.  | 16 август 2009    | Истанбул, Турция ATP Чалънджър 50 000 щ.д.   | Твърда   | Марсел Илхан            | Фредерико Жил Филип Пърпич           | 6 – 3, 2 – 6, [6 – 10] |
| Победители | 5.  | 27 септември 2009 | Търнава, Словакия ATP Чалънджър 64 000 евро  | Клей     | Теймураз Габашвили      | Ян Минарж Лукаш Росол                | 6 – 4, 2 – 6, [10 – 8] |

## Треньорски екип
Като дете Димитров е трениран от баща си Димитър в Тенис клуб Хасково. Тъй като талантът му става по-очевиден, той започва да работи с треньори от чужбина, най-вече с испанеца Пато Алварес, който е бил треньор и на британеца Анди Мъри. По това време Алварес е споделял, че Димитров е най-добрият 17-годишен, който е тренирал.
По времето на успеха си на ABN AMRO през 2009 г. в Ротердам, Димитров официално започва работа с Петер Лундгрен, бивш треньор на световните номер 1 Марат Сафин и Роджър Федерер. Лундгрен също хвали Димитров, като казва, че „той е по-добър, отколкото беше Федерер на неговата възраст.“
През юни 2010 г. Димитров прекратява треньорските си взаимоотношения с Лундгрен и впоследствие е трениран от австралиеца Питър Макнамара. Димитров и Макнамара прекратяват треньорските си взаимоотношения в края на сезон 2011.
През 2012 г. Димитров е трениран от Патрик Муратоглу, но на 26 ноември 2012 г. напуска неговата академията и се присъединява към Good to Great Tennis Academy в Швеция, която се ръководи от бивши професионалисти в тура като Магнус Норман, Никлас Култи и Микаел Тилстрьом.
На 7 октомври 2013 г. Димитров обявява, че е наел Роджър Рашид (бивш треньор на Гаел Монфис, Жо-Вилфрид Цонга и Лейтън Хюит) за негов нов треньор, но на 7 юли 2015 г. Димитров съобщава, че ще се раздели с него.
На 25 септември 2015 г. Димитров обявява, че е наел бившия треньор на Хуан Мартин дел Потро Франко Давин, но двамата се разделят през първата половина на 2016 г.
От юни 2016 г. Димитров е трениран от Даниел Валверду, бивш треньор на Анди Мъри, който по време на съвместна им работа печели 2 титли от Големия шлем. Димитров признава особените заслуги на Валверду за неговия прогрес и постигнатите успехи през сезон 2017, но на 7 май 2019 г. обявява, че той и Валверду са се разделили след поредица от неуспешни турнирни участия.
От 3 януари 2021 г. треньор на Димитров е Данте Ботини. Той заменя германския специалист Кристиан Гро, с когото Димитров работи през 2020 г. Най-сериозните успехи на новия треньор са свързани с японеца Кей Нишикори, който успява да се изкачи до номер 4 в световната ранглиста под негово ръководство. Димитров се разделя с Ботини през септември 2022 г.
През октомври 2022 г., след като се разделя с Вавринка, Валверду се съгласява отново да бъде треньор на Димитров до края на сезона. На 1 декември 2022 г. е потвърдено, че той ще работи с него и през 2023 г, като към треньорски екип е привлечен и Джейми Делгадо, който също е работил с Анди Мъри.

## Стил на игра
Димитров използва универсален стил на игра и се счита, че има една от най-красивата и елегантна игра в тура. Неговата гъвкавост и фактът, че се чувства удобно във всички части на корта, е основната причина, поради която много хора казват през ранните му години, че е един от най-талантливите бъдещи играчи. Той е известен със своята бързина, атлетизъм и изключителни удари.
Димитров използва източен до полу-западен захват на форхенда си, донякъде подобен на този на Роджър Федерер. Когато удря, за разлика от повечето играчи, той използва лакътя, китката и ръката си, за да генерира сила, вместо тялото си. Известно е, че неговият форхенд е много тежък, мощен и точен и е основното му оръжие. Той го използва, за да генерира внезапно темпо в базовите разигравания, често хващайки опонентите си неподготвени. Димитров използва конвенционален бекхенд с една ръка. Неговият бекхенд е един от най-гъвкавите в играта поради способността му да го удря с топ-спин, плосък и бекхенд слайс, като според Джон Макенроу има най-добрия слайс в играта. Той също така има малко необичайно проследяване и финал на бекхенда, като често изправя ръката си и я протяга през кръста, което според някои е слабост поради времето, необходимо за възстановяване от отдръпването на ръката му. Димитров обикновено използва своя бекхенд като рали удар, за да трупа точки, вместо да уцелва незабавни уинъри, въпреки че е известно, че може да генерира значително темпо на своя бекхенд, когато отвръща на слаб удар от опонента си или когато неутрализира бърз удар. Той показа тази способност повече от 50 пъти в полуфинала срещу Рафаел Надал на Откритото първенство на Австралия през 2017 г.
Димитров има солиден бърз сервис, като често достига до 220 км/ч. Известно е, че първият му сервис е ключов, често реализирайки аса за важни точки. Той използва повече топспин при втория си сервис, което го прави по-бавен, но по-сигурен. През 2017 г. обаче той има голям проблем с двойните грешки, тъй като направи 254 от тях (около 40 повече от 2016 г.), въпреки че направи най-добрия си сезон досега.
Един аспект от играта на Димитров, който получава широка оценка, е разнообразието и гъвкавостта му. Той играе удобно във всички зони на корта, има солидни удари от земя и изключителни волета на мрежата. Използва също агресивни дропшотове, за да хване опонентите неподготвени. Неговата бързина и атлетизъм са изключителни, като е известен и със своето приплъзване по корта за достигане на невъзможни топки.
Димитров също е известен като един от малкото играчи в тура, който може да прави често изненадващи трикови удари. Някои от най-известните му такива удари са неговия дроп-шот зад гърба срещу Виктор Троицки в Swiss Indoors 2012 и последователните му удари между краката срещу Джак Сок в Stockholm Open 2014. И двата удара са смятани за едни от най-добрите трикови удари за всички времена, като първият е смятан за удър на годината през 2012 г.
В началото на кариерата си Димитров често е сравняван с Роджър Федерер поради приликата им в стила на игра, което му спечелва прозвището „Baby Fed“. През годините се опитва да покаже, че въпреки сходството в тяхната игра, той има свой собствен стил. Димитров има една победа от осемте си срещи с Федерер постигната на Откритото първенство на САЩ през 2019 г.

## Екипировка
От 2013 г. Димитров използва персонализирана прототипна ракета Wilson със среден размер от 93 квадратни инча, предоставена от екипа на Wilson Pro Room (както е разкрито от стрингърите на професионалния тур като членовете на екипа на Priority One). Шарката върху нея е Pro Staff 95 BLX, тежи около 12.oz, наплетена с шарка на кордажа 16X19. През 2014 г. той преминава към модел на низове 18X17. От 2015 г. и нататък той преминава към размер на главата от 97 квадратни инча, подобен на рамката на Федерер, но с модел 18X17. През 2016 г. той работи с Wilson Pro Room Team, за да излезе с модела, известен сега като Pro Staff 97S с по-тънка ширина на рамката от 19,5 mm. От 2010 г. той е спонсориран от Найк, носейки облеклото на марката и Nike Air Zoom Vapor Pro, като преди това носи Air Zoom Vapor X. От Откритото първенство на Франция през 2023 г. Димитров е в договорни отношения с фирмата Lacoste, като запазва единствено обувките от предишния спонсор Nike.

## Спонсорства
Професионалните партньорства на Димитров включват Nike, Wilson Sporting Goods, а през 2023 г. сключва договор с Lacoste Apparel Products и Lacoste Accessories. В исторически план той е действал като посланик на марките Rolex, Haagen Dazs, American Express, Jet Smarter, Vitamin Well, Creed и Telenor, а през 2023 г. сключва споразумение за многостепенно партньорство с Bianchet.

## Личен живот
В края на 2012 г. се появяват слухове за връзка между Григор Димитров и руската тенисистка Мария Шарапова. Те потвърждават това на Мутуа Мадрид Оупън 2013, турнир в който Димитров побеждава за пръв път в своята кариера тогавашния номер едно в световната ранглиста Новак Джокович. През юли 2015 г. двамата се разделят. Според някои медии в края на 2015 г. Григор Димитров е започнал връзка с Никол Шерцингер. Информацията се потвърждава през следващата година. През 2019 г. двамата се разделят.
В края на 2020 г. Димитров споделя първа снимка с новата си приятелка – рускинята Лолита Османова. В началото на 2023 г. двойката се разделя.
През май 2023 г. става ясно, че новата приятелка на Димитров е Мадалина Генеа, румънска актриса и модел. През октомври 2023 г. се появява информация, че двойката е разделена. Както Григор, така и Мадалина изтриват всички свои общи снимки и спират да се следват в социалните мрежи.
През 2025 г. Григор Димитров започва връзка с известната мексиканска актриса Ейса Гонсалес.
Освен родния си български език, той говори английски и споделя, че основните му интереси са свързани със спорт, автомобили, компютри и часовници.

## Държавни отличия
През февруари 2017 г. Григор Димитров е удостоен с медал „За специални заслуги към спорта и България“ от министъра на младежта и спорта.

## Филмография
- При щангистите (2018, 10 серии)